# Nosiarina
Nosiarina is een plaats en commune in het noorden van Madagaskar, behorend tot het district Sambava dat gelegen is in de regio Sava. De plaats ligt aan de rivier Bemarivo en aan de Route nationale 5a, tussen Sambava en Vohemar. Een volkstelling in 2001 telde het inwonersaantal op 12.307.
De plaats biedt alleen lager onderwijs en beperkt middelbaar onderwijs aan. 99% van de bevolking werkt er als landbouwer. De belangrijkste landbouwproducten zijn rijst en vanille, andere belangrijke producten zijn bananen en koffie. Verder is 1% actief in de dienstensector.

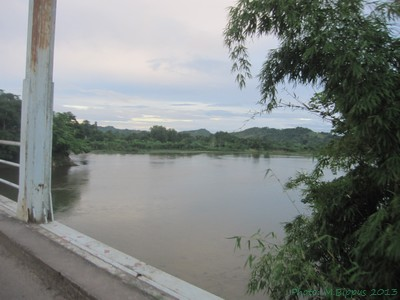
De rivier Bemarivo bij Nosiarina